# 마르틴 차비에야
마르틴 차비에야(독일어: Martin Zawieja, 1963년 1월 31일 ~ )는 은퇴한 독일의 역도 선수로 1985년부터 1992년 사이에 활동적이었다.
도르트문트에서 태어난 그는 1988년과 1992년 하계 올림픽에 나가 최중량급 부문에서 각각 3위와 9위를 하였다.
1991년 세계 역도 선수권 대회에서 차비에야는 인상에서 3위를 하과, 3회의 국내 타이틀(1984, 1990, 1991)을 우승하였다.
은퇴 후, 체육을 공부하여 1995년에 졸업하고 후에 역도 코치로 일하였다.
그는 국가 대표 주니어 팀(2001~06)과 여성 팀(2002~05)의 총감독을 지냈다.